# Clarks Hill (Caroline du Sud)
Pour les articles homonymes, voir Clarks Hill.
Clarks Hill est une census-designated place située dans le comté de McCormick, dans l’État de Caroline du Sud, aux États-Unis. Lors du recensement de 2020, elle comptait 289 habitants.